# Miquelia umbellata
Miquelia umbellata är en tvåhjärtbladig växtart som beskrevs av François Gagnepain. Miquelia umbellata ingår i släktet Miquelia och familjen Icacinaceae. Inga underarter finns listade i Catalogue of Life.